# Cratere Street
Street è un cratere lunare di 58,52 km situato nella parte sud-occidentale della faccia visibile della Luna.